# Волинкін Володимир Олександрович
Володи́мир Олекса́ндрович Воли́нкін — доктор сільськогосподарських наук, завідувач відділу селекції, генетики винограду і ампелографії Національного інституту винограду і вина «Магарач».
Секретар Кримського  відділення УТГіС ім. М. І. Вавилова.
У 2011 році зареєстрував авторські права на два сорти винограду: «Південнобережний» та «Лівія» (у співавторстві). У 2012 році зареєстрував авторські права на два сорти винограду: «Пам'яті Дженеєва» та «Сіра» (у співавторстві).
З 2007 року входить у Робочу групу з розроблення технічних регламентів (Підгрупа розвитку садівництва, виноградарства та виноробства) Міністерства аграрної політики України.